# Ludwig von Herterich

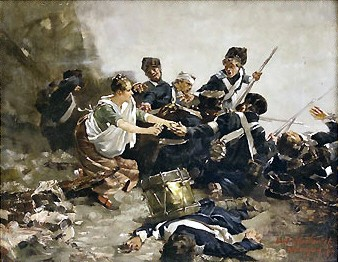
Johanna Stegen, målning av Ludwig von Herterich.

Ludwig von Herterich, född den 13 oktober 1856 i Ansbach, död den 27 oktober 1905 i München, var en tysk genre- och historiemålare. 
Herterich, som var elev till Diez, fick under sin lärargärning vid Münchens akademi ett inte obetydligt inflytande på nyare Münchenkonst, särskilt genom sin koloristiska begåvning. Efter att ha utfört scener från Bondekriget målade han 1888 sitt första betydande verk Johanna Stegen, senare Sankt Georg (Nya pinakoteket i München), porträtt av prins Luitpold (1893) med mera.